# Karlskrona
Karlskrona er en by i Blekinge i det sydlige Sverige med 36.423 (2023) indbyggere. Den er den største by i Blekinge og er hovedby i Karlskrona kommune og residensby i Blekinge län.
Karlskrona ligger på øer i den blekingske skærgård og er en gammel flådeby. Den største ø hedder Trossö og er Karlskronas centrum. Stumholmen tilhørte længe den svenske flåde. Den er i dag både maritimt museumsområde og boligområde. Centrale dele af byen og dele af Flådehavnen Karlskrona, som stadig er en vigtig militærbase, er optaget på UNESCOs Verdensarvsliste.

## Navn
Byens navn betyder Karls krone, og er inspireret af navnet på den ældre by Landskrona i Skåne. Den er opkaldt efter kong Karl 11. af Sverige, der var konge, da byen blev grundlagt.

## Historie
På den danske tid blev Trossö, den ø som Karlskrona senere blev bygget på, primært brugt til landbrug og græsning. I 1500-tallet var den ejet af bonden Offe Månsson. På fastlandet et par kilometer derfra fandtes en by ved navn Lykkeby (i dag en bydel i Karlskrona). I 1599 grundlagde kong Christian 4. den nye by Christianopel ca. 20 kilometer derfra. Lykkeby mistede sine købstadsrettigheder, der blev overført til den nye by, og Lykkeby Slot blev nedrevet.
Ved Freden i Roskilde i 1658 tilfaldt Blekinge Sverige. I de efterfølgende årtier udviklede den svenske regering planer om at flytte det meste af den svenske flåde fra Stockholm-området til en mere sydlig placering i de nyerobrede provinser.
Valget af placering for den nye orlogshavn faldt på Trossö, hvor en ny flådebase og by skulle grundlægges. Beliggenheden var strategisk fordelagtig på en ø i skærgården med kontrol over forbindelsen til fastlandet og omgivet af øer, hvor militærbefæstninger blev opført for at beskytte flådebasen. Desuden var havnen isfri det meste af året. Indtil 1679 var øen og de tilhørende holme ejet af gårdmanden Vittus Andersson, der nu blev tvunget til at sælge ejendommen til staten. Samme år begyndte arbejdet med at flytte flådens base fra Stockholm-området til Trossö.
Den 10. august 1680 fik Karlskrona stadsprivilegier. Den nærliggende by Ronneby blev afviklet som by, og dens befolkning tvunget til at flytte til Karlskrona. Skibsbyggere til den nye flådebases skibsværfter blev hentet fra Österbotten og Stockholm. I 1682 blev der bygget broer, der forbandt øen med fastlandet. Den første byplan, udarbejdet i 1683 af Erik Dahlbergh, Hans Wachtmeister og Carl Magnus Stuart, viser Karlskrona som en ren fæstning. To år senere påbegyndtes arbejdet under Dahlberghs ledelse; senere blev han afløst af Carl Magnus Stuart. Den efterfølgende plan, udarbejdet i 1694 af Erik Dahlberg, som senere blev fulgt, gav også plads til byudvikling.
Byen var begunstiget af flere års toldfrihed og blev snart Sveriges tredjestørste by efter Riga i det nutidige Letland og Stockholm. Men da Karlskrona gennem lang tid var en lukket militær by, som langsomt svandt ind sammen med den svenske stormagt, aftog byens tilvækst, og den mistede meget af sin betydning. Den forblev dog en stærk flådebase.
Omkring år 1700 havde byen ca. 10.000 indbyggere mod 1,3 millioner i hele Sverige. I dag har byen ca. 36.477 indbyggere (2015) og hele Sverige godt 9 millioner.
I 1998 blev de centrale dele af byen og dele af Flådehavnen Karlskrona optaget på UNESCO's verdensarvsliste som Flådehavnen Karlskrona.

### U137
I 1981 grundstødte en sovjetisk atombevæbnet ubåd U137 i den skærgården ud for Karlskrona. Grundstødningen skabte et spændt forhold mellem Sovjet og det neutrale Sverige.
Det var en fisker, der om morgenen den 28. oktober 1981 slog alarm. Efter 10 dage blev ubåden trukket fri og eskorteret ud i internationalt farvand.

## Geografi
Karlskrona ligger på øer i den blekingske skærgård. De centrale dele af byen (Skärgårdsstaden) ligger på Trossö og omkringliggende holme som Saltö, Dragsö, Björkholmen, Ekholmen, Pantarholmen og Stumholmen. Til byområdet hører den nordligere større ø, Vämö, og dens nærtliggende øer (Mellanstaden). I dette områder ligger flere store boligkvarterer som Hästö, Gräsvik, Pantarholmen, Annebo, Galgamarken, Kungsmarken, Marieberg, Långö og Bergåsa. Trossö udgør cirka 185 hektar kuperet terræn.
På fastlandet mod nord ligger Lyckeby, som regnes med til Karlskronas byområde; det samme gælder de tilhørende bydele (Fastlandsstaden).

## Kirker
Der ligger tre kirker i Svenska kyrkans Karlskrona stadsförsamling (sogn): Fredrikskyrkan, Trefaldighetskyrkan (også kaldet Tyska kyrkan) og Kungsmarkskyrkan. I Karlskrona ligger også Sveriges største trækirke, Amiralitetskyrkan (Ulrica Pia), som tilhører Karlskrona Amiralitetsförsamling.

## Transport

### Vej
Byen ligger ved E22 mellem Malmö og Kalmar og har en motorvejstilslutning, der går fra centrum til E22, Österleden.

### Færge
Fra Karlskrona har Stena Line tre daglige færgeafgange til Gdynia i Polen.
Selskabet Skärgårstrafiken betjener den østlige skærgård med daglige skærgårdsbåde, samt om sommeren til Nättraby. Til Utklippan er der om sommeren passagertransport til øens vandrerhjem. Aspö har en bilfærge med mange afgange døgnet rundt.

### Fly
Nærmeste flyveplads er i Ronneby (Kallinge) (IATA-kode RNB), ca. 30 km fra Karlskronas centrum.

### Jernbane
Fra Karlskrona centralstation er der forbindelse med jernbane til:
- Emmaboda – Kust till Kust-banen
- Göteborg via Emmaboda og Alvesta – Kust till Kust-banen
- Malmö/København via Kristianstad og Hässleholm – Blekinge kustbana

Blekinge kystbanen genåbnede i sommeren 2007 efter to års pause i passagertrafikken, hvor banen blev istandsat og elektrificeret.

### Sporvogn
Fra 1910 til 1949 kørte der sporvogne i Karlskrona. Først som det private selskab Karlskrona spårvägar og fra 1917 som den kommunale Karlskrona stads sporveje. De elektriske blå sporvogne kørte fra Karlskronavarvet og Amiralitetsgatan i syd, forbi Hoglands park til Bergåsa i nord. Oprindelig var der også planer om en ringlinje på Trossö, men planerne kunne ikke føres ud i livet på grund af byens bakkede terræn. Sporvognslinje forblev uændret til nedlæggelsen i 1949, hvor den erstattedes af busser.